# 石毛礼子
石毛 礼子（いしげ れいこ、1960年2月9日 - ）は、日本の元歌手。兵庫県宝塚市出身。

## 概略
ヤマハ系の松田篝ヴォーカル教室を経てヤマハ・ヴォーカルコース大阪校に入学、のちヤマハ・オーディションに合格。1981年にフィリップスからデビューし、シングルを4作品発表した。当時の新人アイドル歌手は10代の若手が主流であったが、21歳というデビューが比較的遅い年齢だった。デビュー曲「旅の手帖」が人気を得てヒット（オリコン週間チャート77位、総売上2.0万枚）したが、後続の作品がいずれも不発に終わり、引退。その後、結婚して主婦となり、子供もいる。

## ディスコグラフィー

### シングル
| 旅の手帖 作詞：松本隆、作曲：網倉一也、編曲：船山基紀                                   | 1981年6月25日発売 | フィリップス 7PL-34  |
| （C/W） 雨（作詞：菅美雪、作曲：菅美雪、編曲：飛沢宏元）※下成佐登子 2ndシングルのカバー |                   |                      |
| 涙のコンチェルト 作詞：松本隆、作曲：松宮恭子、編曲：飛沢宏元                           | 1981年12月5日発売 | フィリップス 7PL-60  |
| （C/W） ロマネスク（作詞：松井五郎、作曲：松宮恭子、編曲：船山基紀）                    |                   |                      |
| サウザンド・ティアーズ 作詞：康珍化、作曲：三井誠、編曲：大村雅朗                       | 1982年5月25日発売 | フィリップス 7PL-73  |
| （C/W） 早慶戦のヒーロー（作詞：麻木かおる、作曲：小笠原寛、編曲：平野孝幸）            |                   |                      |
| 罠におちたら 作詞：森雪之丞、作曲：ジャン・ポール・キャラ、編曲：コスモス               | 1983年2月25日発売 | フィリップス 7PL-111 |
| （C/W） 涙のSo Long（作詞：丸山圭子、作曲：小笠原寛、編曲：飛沢宏元）                   |                   |                      |

### アルバム
（オリジナルアルバムは発表していない）

## ラジオ番組
- MBSヤングタウン（毎日放送）
  - 1982年4月から1983年3月までレギュラー出演（木曜日:笑福亭鶴光、角淳一）。